# Gliese 282
Gliese 282 är en multipelstjärna i den mellersta delen av stjärnbilden Enhörningen som också har variabelbeteckningen V269 Monocerotis. Den har en kombinerad skenbar magnitud av ca 7,26 och kräver åtminstone en stark handkikare eller ett mindre teleskop för att kunna observeras. Baserat på parallaxmätning inom Hipparcosuppdraget på ca 91,7 mas, beräknas den befinna sig på ett avstånd på ca 36 ljusår (ca 11 parsek) från solen. Den rör sig närmare solen med en heliocentrisk radialhastighet på ca -18 km/s.

## Egenskaper
Primärstjärnan Gliese 262A är en orange till gul stjärna i huvudserien av spektralklass K2 V och är en BY Draconis-variabel. Den har en radie som är ca 0,63 solradie och har ca 0,30 gånger solens utstrålning av energi från dess fotosfär vid en effektiv temperatur av ca 5 000 K.
Stjärnsystemet Gl 282AB består av två stjärnor i huvudserie av spektraltyp K. Följeslagaren, Gliese 282B, är en mindre stjärna av spektralklass K5 V. År 2003 hade paret en vinkelseparation av 58,30 bågsekunder vid en positionsvinkel av 113°.Detta motsvarar en beräknad fysisk separation på 824 AE.
Det finns en avlägsen följeslagare med gemensam egenrörelse (G 112-29) med en vinkelseparation av 1,09°. På det uppskattade avståndet till Gliese 282AB motsvarar detta en projicerad separation på 55 733 AE, vilket gör den till en av de vidaste kända fysiska följeslagarna. Ursprungligen troddes den vara en röd stjärna av spektralklass M1.5Ve, men den visade sig vara ett par av röda dvärgar (Gliese 282 Ca och Cb) med massa av 0,55 respektive 0,19 solmassa, som kretsar kring varandra med en omloppsperiod av 6 591+136
−177 dygn.